# 金能五
金能五（？—），朝鮮政治人物，任職平壤市黨委委員長、朝鮮勞動黨中央委員會委員、黨中央政治局候補委員、最高人民會議代議員及常任委員會。

## 生平
金能五的名字首見於2015年12月，《韓聯社》引述朝鮮中央廣播電台指金能五已獲委任為平安北道黨委委員長。翌年5月的朝鮮勞動黨第七次代表大會中，他被選為朝鮮勞動黨中央委員會委員以及朝鮮勞動黨中央政治局候補委員。2018年8月，接替金秀吉出任平壤市黨委委員長。2019年3月，於最高人民會議選舉當選。同年4月，獲選為最高人民會議常任委員會。

## 資料來源
1. ↑  . 중앙일보.   [2016-05-10]. （原始内容存档于2018-08-13）.
2. ↑  . 연합뉴스.   [2016-05-10]. （原始内容存档于2018-08-13）.
3. ↑  . 韓聯社.   [2018-08-13]. （原始内容存档于2018-08-13）.
4. ↑  . 統一新聞. 2019-03-12  [2019-03-13]. （原始内容存档于2019-03-13） （韩语）.
5. ↑  . 勞動新聞. 2019-04-12  [2019-04-12]. （原始内容存档于2019-04-12） （中文）.